# Blackshades
Blackshades — троянська програма, що використовується хакерами для дистанційного управління комп'ютерами. Троян направлений на комп'ютери на базі операційних систем Microsoft Windows. За словами американських посадовців, ним було інфіковано понад 500 тисяч комп'ютерних систем в усьому світі.
У 2014 році агенти Федерального бюро розслідувань Сполучених Штатів (ФБР) заарештували сто чоловік, які мали відношення до Blackshades. Троян продавався за 40 доларів США та до облави ФБР, за повідомленнями, встиг заробити своїм авторам 350 тисяч доларів.

## Функціональність
Blackshades заражає комп'ютерні системи шляхом завантаження на комп'ютер жертви під час доступу до шкідницької вебсторінки (інколи завантаження відбувається без відома жертви) або через зовнішні пристрої для зберігання даних, такі як USB флеш-накопичувачі. Blackshades також здатен до максимізації кількості заражених комп'ютерних систем, наприклад, за допомогою розсилання замаскованих під нешкідливий сайт інфікованих посилань через соціальні мережі жертви.
Повідомляється, що Blackshades може бути використаний для дистанційного доступу до зараженого комп'ютера без авторизації. Так, Blackshades дозволяє хакерам виконувати на зараженому комп'ютері наступні дії:
- Читання та модифікація файлів
- Реєстрація натискань клавіш
- Доступ до вебкамери
- Включення комп'ютера до ботнету, який дозволяє зловмисникам проводити DoS-атаки
- Завантаження та виконання файлів
- Використання комп'ютера як проксі-сервера

Blackshades може бути використаний хакерами будь-якого рівня (навіть скрипткіді). Його також можна використовувати як ransomware програму. Blackshades дозволяє хакерам обмежити доступ до комп'ютера жертви та вимагати плати за його поновлення.

## Виявлення і видалення
Багато антивірусних програм можуть успішно виявляти та видаляти Blackshades, проте хакери, які використовують Blackshades, зазвичай уникають його виявлення за допомогою програмного забезпечення, що обфускує виконуваний файл трояна. Таке програмне забезпечення також продаються разом із самим трояном.

## Blackshades у засобах масової інформації
У 2012 році Citizen Lab і EFF повідомили про використання Blackshades, направлене на опозиційні сили в Сирії.
У 2015 році Стефан Ріго з Лідса отримав умовне 40-тижневе засудження за використання Blackshades проти 14 осіб, 7 з яких він знав особисто. Повідомляється, що він заплатив за програмне забезпечення платіжною карткою своєї колишньої подруги.

## Затримання ФБР
У 2012 році ФБР провело оперативний експеримент під назвою «Operation Card Shop», що призвело до 24 арештів хакерів в восьми країнах. Одним із заарештованих був Майкл Хог (серед хакерів відомий як xVisceral). Хог, співавтор Blackshades, був заарештований і звинувачений у комп'ютерному шахрайстві. Він був засуджений до п'яти років випробувального строку та 20 років умовного засудження.
У 2014 році ФБР провело міжнародну операцію по боротьбі з використанням шкідницьких програм, що призвело до арешту майже ста чоловік в дев'ятнадцяти країнах. 19 травня в Сполучених Штатах були пред'явлені звинувачення п'яти затриманим. Двоє з них були ідентифіковані як розробники Blackshades, троє інших продавали троян або використовували його для проникнення в комп'ютери інших людей. В рамках операції було проведено 359 обшуків та вилучено понад 1100 електронних пристроїв. За даними ФБР, понад 500 тисяч комп'ютерних систем в усьому світі було інфіковано Blackshades. Троян продавався за 40 доларів США та до облави ФБР, за повідомленнями, встиг заробити своїм авторам 350 тисяч доларів.